# Ioan Caragea
Ioan Gheorghe Caragea (n. 1754, Constantinopol, Imperiul Otoman – d. 27 decembrie 1844, Atena, Regatul Greciei) cunoscut și ca Ioan Vodă Caragea sau Ioan Gheorghe Caradja, a fost un domnitor fanariot al Țării Românești (1812-1818). A devenit faimos pentru primul cod de legi din Țara Românească care îi poartă numele („Legiuirea Caragea”), politicile fiscale excesive dar și pentru măsurile ineficiente luate împotriva epidemiei de ciumă bubonică care a izbucnit în 1813, la un an de la urcarea sa pe tron (Ciuma lui Caragea).

## Biografie
Ioan Gheorghe Caragea a fost numit domnitor în Țara Românească în 1812. În conformitate cu rapoartele ambasadorului Franței la Constantinopole, pentru a ocupa tronul de la București, Caragea a plătit 8.000 de pungi cu galbeni, (adică aproximativ 4 milioane de lei-aur).
În prima noapte pe care a petrecut-o în București, reședința domnească din Dealul Spirii (Curtea Nouă) a fost mistuită de un incendiu violent. După puțină vreme, unul dintre oamenii din suita sa a murit de ciumă bubonică, iar Țara Românească a fost lovită de una dintre cele mai devastatoare epidemii din întreaga sa istorie. Se apreciază că au pierit aproximativ 70.000 de oameni din țară, dintre care 40.000 numai în București, în timpul ceea ce a rămas cunoscută Ciuma lui Caragea. Caragea s-a retras pe timpul epidemiei la Mănăstirea Cotroceni.
Începând din 1812, nepotul său, Alexandru Mavrocordat, s-a alăturat suitei domnești, în 1818 plecând împreună în exil în Peninsula Italică.
Pe 26 martie 1814, Caragea l-a ajutat pe vărul său de gradul trei Costache, fiul fostului domnitor Nicolas Caradja (1782-1783), să recupereze întregul oraș Ploiești. Terenul orașului fusese inițial un dar la nunta lui Costache cu Raluca Moruzi, a cărui familie stăpânise odinioară pământurile pe care se construise mai târziu orașul. Ploieștenii s-au revoltat, iar ispravnicii s-au temut să ia vreo măsură dură. După ce Caragea a reconfirmat primul decret de împroprietărire al vărului său, negustorii au închis toate prăvăliile pe 14 aprilie și au paralizat toate activitățile din oraș. Domnul a intervenit în forță, ordonând întemnițarea fără judecată a tuturor capilor rebeliunii, dar s-a răzgândit când a aflat că unul dintre negustori este sudit rus.

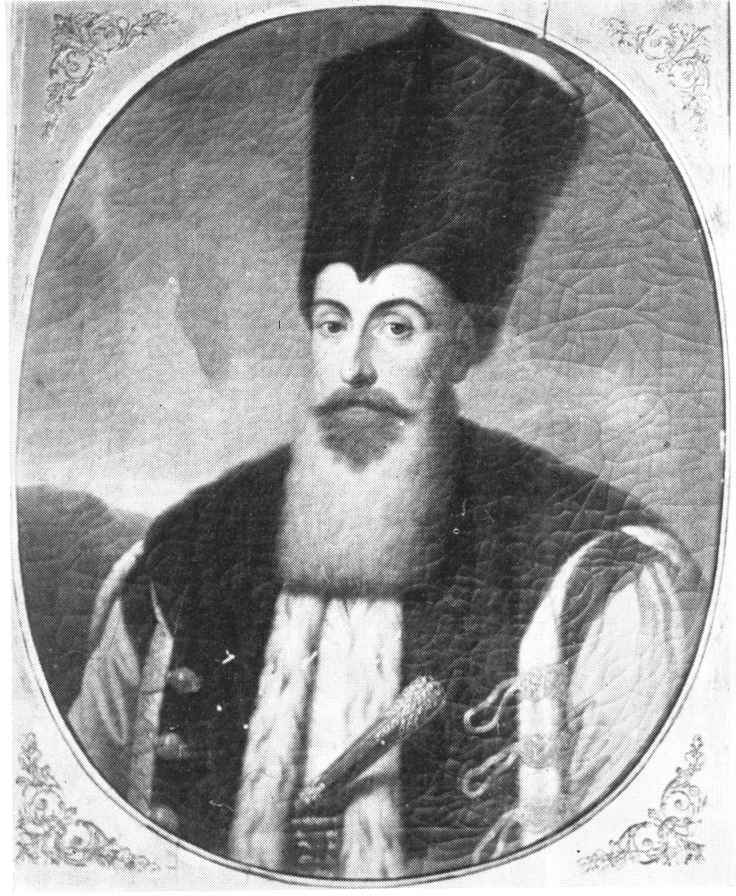
Ioan Gheorghe Caragea

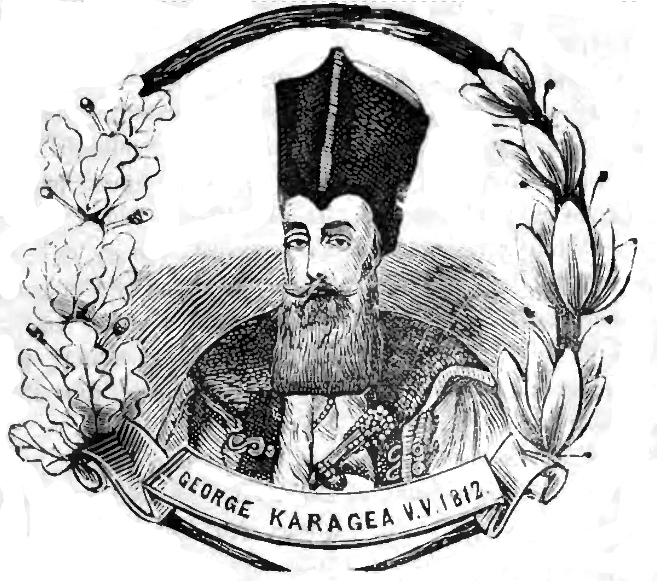
Ioan Gheorghe Caragea - litografie publicată de Dimitrie Papazoglu în anul 1891

În iunie 1816, Caragea și membrii Divanului său erau să fie răsturnați de la putere de un grup de conspiratori. Conducătorii acestora, printre care și doi sudiți austrieci, au fost executați. Boierii bănuiți de colaborare cu răzvrătiții (Constantin Filipescu, vornicul Constantin Bălăceanu și marele logofăt Grigore Ghica) au fost exilați la conacele de pe moșiile lor.
În 1818, Caragea a dat țării un nou cod de legi, care a devenit cunoscut ca Legiuirea lui Caragea. Prin acesta se stabileau noi taxe feudale pentru țărani, iar femeile erau excluse din viața politică.
Cât timp s-a aflat pe tronul Țării Românești, Caragea a reușit să strângă o avere uriașă, prin acumularea taxelor de la țărani și breslele meșteșugărești, vânzarea a 4.762 de titluri boierești, (pentru care a obținut aproximativ 20 de milioane de piaștri), din concesionarea minelor și vămilor. 
 Veniturile domnului au crescut de la aproximativ 1,5 milioane la peste 3,7 milioane lei-aur.
Temându-se de o intervenție turcească, pe 29 septembrie 1818 Caragea a fugit din țară. În dimineața acelei zile, a plecat cu familia în afara orașului pentru o plimbare. După patru ore, un mesager trimis de domn a anunțat boierii că Vodă a părăsit țara și că numea o căimăcămie formată din banul Grigore Brâncovenu, vornicul Barbu Văcărescu, vistierul Grigore Ghica și logofătul Samurcaș.
Caragea a fugit păzit de un grup de 300 de mercenari albanezi (arnăuți) care l-au condus la Brașov. Toate podurile de la București la Brașov au fost distruse, ca nicio forță urmăritoare să nu-l mai ajungă. Caragea își pregătise cu grijă fuga, trimițând din timp mari sume de bani în Elveția și Regatul Unit al Marii Britanii și Irlandei.
După câteva săptămâni de la intrarea în Brașov, Caragea și apropiații săi au plecat către Peninsula Italică și s-au stabilit la Pisa. A donat mari sume de bani mișcării naționale grecești Eteria, cât și terenuri orașului Atena, unde și-a petrecut restul vieții, trăind din averea acumulată în Țara Românească.